# Sizilianische Raubschnecke
Die Sizilianische Raubschnecke (Poiretia dilatata) ist eine im Mittelmeerraum in Süditalien und Griechenland heimische, räuberische Landschnecke aus der Familie der Spiraxidae, die zur Unterordnung der Landlungenschnecken (Stylommatophora) gehört. 

## Merkmale
Das rechtsgewundene, schlank spindelförmige Gehäuse wird beim erwachsenen Tier etwa 3,0 cm bis 4,6 cm lang und erreicht einen Durchmesser von etwa 1,0 cm bis 1,7 cm. Es weist dann etwa sechs bis sieben recht konvexe Umgänge mit leicht unregelmäßig gezackten Nähten auf. Die Gehäusemündung wird etwa 5,5 mm bis 9,0 mm breit. Die Oberfläche des Gehäuses hat typischerweise eine gelbliche bis bräunliche Grundfarbe mit dunklerer grünlicher bis bräunlicher Schattierung. Die Schnecke selbst hat eine ähnliche Färbung wie die Grundfarbe des Schneckenhauses.
Der von der suprapedalen Drüse (am Vorderende des Fußes) abgesonderte Schleim enthält Säure, mit der das Gehäuse erbeuteter Schnecken auflöst wird und so die Raubschnecke an das Fleisch der Beute gelangt. Dieses wird mithilfe der kräftigen Radula zerkleinert.
Wie andere Landlungenschnecken ist die Sizilianische Raubschnecke ein Hermaphrodit, wobei sich zwei Schnecken gegenseitig befruchten. Die Embryonen entwickeln sich in den Eihüllen zu fertigen Schnecken.

## Vorkommen, Lebensweise und Verbreitung
Die Sizilianische Raubschnecke tritt in einer Vielzahl von Habitaten des Mittelmeerraums auf, die von einer nur spärlichen Vegetation bis hin zu Wald reichen können. Ihr natürliches Verbreitungsgebiet reicht in Italien von Ancona bis Kalabrien und Sizilien; in Griechenland umfasst es die Peloponnes und Nordwest-Kreta.
Wie andere Arten ihrer Gattung frisst die Sizilianische Raubschnecke andere Gehäuseschnecken, in deren Gehäuse durch säurehaltigen Schleim der Raubschnecke Löcher geätzt werden.